# Junonia coenia
Junonia coenia — вид метеликів родини Сонцевики (Nymphalidae).

## Поширення
Вид поширений у Північній Америці. Зустрічається на півдні США, в Мексиці, на Кубі, Багамських та Бермудських островах. Як залітний вид трапляється на сході Канади.

## Опис
Метелик середніх розмірів. Розмах крил — 45-70 мм. Основне забарвлення жовте або світло-коричневе.

## Живлення
Кормовими рослинами гусені є товстолисті, подорожникові, ранникові, вербенові.